# Aston Park, Birmingham

Aston Park är en park i Aston, Birmingham. Parken består av den kvarvarande grunden av the Jacobean Aston Hall. Parken ligger i stadsdelen Aston Ramsden.
Parken angränsar till Aston Villas fotbollsklubb och Aston Expressway. King Edward VI Aston sportskola tränar i parken och the Big Bonanza Book Bash anordnas i parken, där barn, unga poeter och författare läser sina och andras skrifter. Gräset i parken är konstgräs (astroturf).